# Andrew Murray, I visconte Dunedin
Andrew Graham Murray, I visconte Dunedin (Edimburgo, 21 novembre 1849 – Edimburgo, 21 agosto 1942), è stato un politico e giudice scozzese.

## Biografia
Era il figlio di Thomas Graham Murray, e di sua moglie, Caroline Jane Tod, figlia di John Tod. Suo padre e suo nonno erano avvocati e soci fondatori della società di Edimburgo Tods Murray & Jamieson. Studiò alla Harrow School e al Trinity College (Cambridge).

## Carriera

### Carriera politica (1891-1905)
Nel 1891 divenne un consulente della Regina. È stato eletto membro del Parlamento per Bute (1893-1905) e nominato Procuratore generale di Scozia nel governo di Lord Salisbury. I conservatori hanno perso il potere nel 1892, ma quando ritornarono al potere nel 1895, Murray ricoprì la stessa carica.
Nel 1896 è stato promosso a Lord Advocate, carica che mantenne fino al 1902, e divenne membro del Consiglio privato. Nel 1903 successe a Alexander Bruce, VI Lord Balfour di Burleigh come Segretario di Stato per la Scozia.

### Carriera giudiziaria (1905-1932)
Murray ha lasciato il governo e il parlamento a febbraio 1905, a essere nominato Lord Justice General. È stato nominato Barone Dunedin, di Stenton nella Contea di Perth, il 9 marzo 1905. Ha ricoperto tali cariche fino al 1913, quando è stato nominato un lord of appeal in ordinary. Andò in pensione nel 1932.
Oltre alla sua carriera legale e politica, Lord Dunedin è stato Sceriffo di Perthshire (1890-1891) e lord luogotenente del Buteshire (1901-1905). Nel 1926 è stato ulteriormente onorato quando fu creato Visconte Dunedin.

## Matrimoni

### Primo Matrimonio
Sposò, il 1 ottobre 1874, Mary Clementina Edmondstone (1857-2 dicembre 1922), figlia di William Edmonstone. Ebbero tre figli:
- Ronald Thomas Graham Murray (1 agosto 1875-24 settembre 1934), sposò Evelyn Baird, non ebbero figli;
- Marjorie Graham-Murray (?-24 dicembre 1967), sposò Edward Feilden, ebbero due figli;
- Gladys Esme Murray.

### Secondo Matrimonio
Sposò, il 12 luglio 1923, Jean Elmslie Henderson Findlay, figlia di George Findlay. Non ebbero figli.

## Morte
Morì il 21 agosto 1942.